# Unterendingen
Unterendingen es una comuna suiza del cantón de Argovia, situada en el distrito de Zurzach. Limita al norte con la comuna de Tegerfelden, al noreste con Baldingen, al este con Lengnau, al sur con Endingen, y al oeste con Würenlingen.